# Ramiro Pruneda
Ramiro Pruneda Zapata (Monterrey, Nuevo León; 25 de enero de 1983) es un offensive tackle de fútbol americano. Actualmente juega para Dinos de Saltillo de la LFA Liga de Futbol Americano. Fue parte del equipo New York Sentinels de la liga United Football League, en 2006 fue contratado por los Cologne Centurions de la desaparecida NFL Europa. Jugó fútbol americano universitario en el equipo de los Borregos Salvajes del Tec de Monterrey.
Pruneda también fue miembro de los equipos Kansas City Chiefs y Philadelphia Eagles.

## Carrera universitaria
Pruneda comenzó su carrera como deportista en el equipo de los Vaqueros de la Prepa 2 de la UANL en la posición de ala cerrada, luego fue a estudiar a la Prepa Tec con Manuel Sada, donde fue cambiado de posición para jugar como tackle ofensivo. Formó parte del equipo del Tec que ganó cuatro Campeonatos Nacionales y fue nombrado como el Mejor Liniero Ofensivo de la ONEFA en tres ocasiones (la contraparte mexicana de la NCAA). Pruneda fue seleccionado en cinco ocasiones para ser parte de la selección nacional, jugando cinco ocasiones en el Tazón Azteca en contra de un equipo All-Pro de la División III de la NCAA.

## Carrera profesional
Después de una carrera muy destacada a lo largo de cinco años con los Borregos del Tec en Monterrey, México, Pruneda asistió a los campos de entrenamiento de la NFL Europe en 2006. Después de ello fue asignado a los Cologne Centurions, pero sufrió una lesión en una rodilla que lo forzó a perderse toda esa temporada, regresando a Monterrey para su rehabilitación. Firmó un contrato por dos temporadas con los Kansas City Chiefs como agente libre, siendo transferido después a los equipos Philadelphia Eagles y San Francisco 49ers. Es el segundo jugador nacido en la ciudad de Monterrey que logra jugar en la NFL, después de que Rolando Cantú (ahora retirado) jugara con los Arizona Cardinals.
Al finalizar la temporada de 2008, no tuvo ofertas de trabajo en la NFL, pero fue seleccionado por el equipo de la naciente UFL, el New York Sentinels.
En 2010 firmó con el equipo Green Bay Blizzard de la Indoor Football League, jugando como liniero ofensivo. Tiene como compañero a otro jugador mexicano, Eduardo Castañeda.
En 2016, Pruneda fue contemplado por Raptors LFA para formar parte de su roster para la temporada inaugural de la Liga de Fútbol Americano Profesional de México, pero una lesión le impidió debutar. Dicha temporada terminó con los Mayas LFA como campeones de liga, quienes reclutaron a Pruneda por la vía del cambio; por ello, Pruneda ha formado parte del roster de Mayas desde la temporada 2017.